# みどり湖 (山梨県)
座標: 北緯35度51分27.9秒 東経138度21分53.8秒 / 北緯35.857750度 東経138.364944度

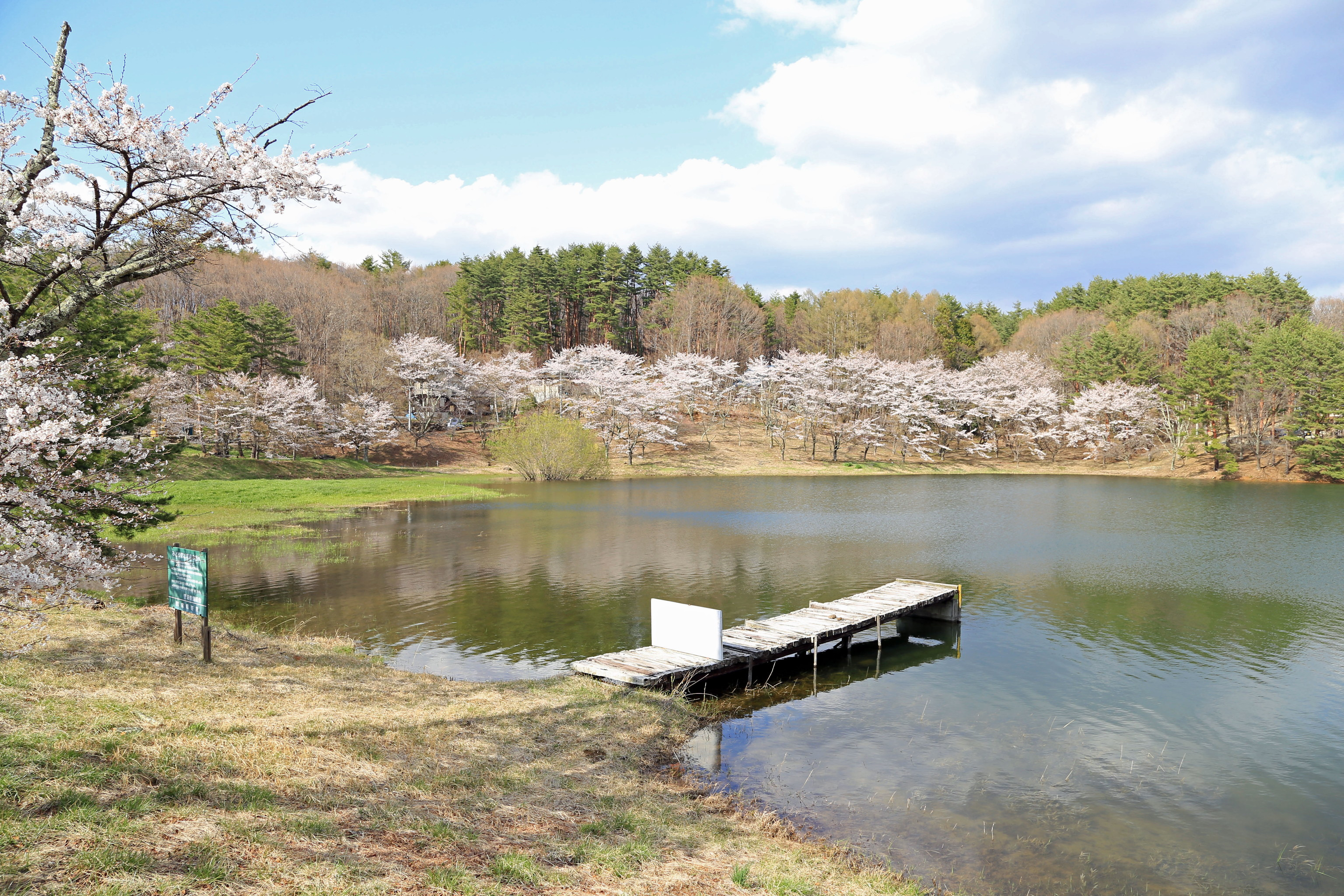
4月頃のみどり湖。

みどり湖（みどりこ）は、山梨県北杜市長坂町（旧北巨摩郡長坂町）にある灌漑用のため池。
65,000トンの水を貯え、周辺64ヘクタールの広さに及ぶ農耕地に農業（かんがい）用水を安定供給している人造湖（ため池）である。1966年（昭和41年）に大改修工事が行われ、現在の規模になった。
八ヶ岳を遠くに望む。春は桜が美しい。